# Übergangsgebührnisse
Übergangsgebührnisse sind in Deutschland als zeitlich befristete monatliche Zahlungen, neben der einmalig gewährten Übergangsbeihilfe, die wesentliche Art der finanziellen Dienstzeitversorgung der Soldaten auf Zeit (§ 3 Abs. 4 Nr. 1 SVG). Sie dienen dazu, den Lebensunterhalt der ehemaligen Soldaten der Bundeswehr während der Übergangsphase in das zivile Erwerbsleben zu sichern.

## Anspruch
Soldaten auf Zeit mit einer Wehrdienstzeit von mindestens vier Jahren erhalten Übergangsgebührnisse nach § 11 des Soldatenversorgungsgesetzes (SVG), wenn ihr Dienstverhältnis wegen Ablaufs der Zeit, für die sie in dieses berufen sind (§ 54 Abs. 1 SG), oder wegen Dienstunfähigkeit endet, außer wenn im Anschluss an die Beendigung des Dienstverhältnisses als Soldat auf Zeit ein Dienstverhältnis als Berufssoldat begründet wird. Für andere Entlassungsgründe (§ 55 SG), z. B. wegen Nichteignung für die Laufbahn, schuldhafter Dienstpflichtverletzung in den ersten vier Dienstjahren oder Anerkennung als Kriegsdienstverweigerer, besteht kein Anspruch.
Übergangsgebührnisse werden gewährt nach einer Dienstzeit von
- 4 und weniger als 5 Jahren für 12 Monate,
- 5 und weniger als 6 Jahren für 18 Monate,
- 6 und weniger als 7 Jahren für 24 Monate,
- 7 und weniger als 8 Jahren für 30 Monate,
- 8 und weniger als 9 Jahren für 36 Monate,
- 9 und weniger als 10 Jahren für 42 Monate,
- 10 und weniger als 11 Jahren für 48 Monate,
- 11 und weniger als 12 Jahren für 54 Monate und
- 12 und mehr Jahren für 60 Monate.

## Höhe
Die Übergangsgebührnisse betragen grundsätzlich 75 Prozent der Dienstbezüge des letzten Monats (§ 11 Abs. 3 S. 1 SVG). Zu den Dienstbezügen in diesem Sinne zählen das Grundgehalt, der Familienzuschlag bis zur Stufe 1, Amts-, Stellen- und Ausgleichszulagen (§ 89a S. 1 SVG). Für die Berechnung der Übergangsgebührnisse sind die Dienstbezüge mit dem Faktor 0,9901 zu multiplizieren (§ 89a S. 3 SVG).

### Bildungszuschuss
Ein Bildungszuschuss in Höhe von 25 Prozent der letzten Dienstbezüge erhöht die Übergangsgebührnisse, wenn und solange während des Bezugszeitraums an einer geförderten Maßnahme der schulischen und beruflichen Bildung (§ 5 SVG) in Vollzeitform teilgenommen wird; Einkünfte aus einer solchen Maßnahme werden angerechnet (§ 11 Abs. 3 S. 3 SVG). Dadurch hat der ehemalige Soldat ein Einkommen, die, aufgrund des Faktors von 0,9901 nur fast, seinen letzten Dienstbezügen entsprechen.

### Zahlung in einer Summe
Die Übergangsgebührnisse werden grundsätzlich in Monatsbeträgen wie die Dienstbezüge gezahlt (§ 11 Abs. 6 S. 1 SVG). Soweit es der Eingliederung in das zivile Erwerbsleben dient, kann in begründeten Einzelfällen, insbesondere zur Schaffung oder Verbesserung einer Existenzgrundlage, die Zahlung für den gesamten Anspruchszeitraum oder für mehrere Monate in einer Summe zulassen werden; für diesen Zeitraum gilt der Anspruch auf Übergangsgebührnisse mit der Zahlung als abgegolten (§ 11 Abs. 6 S. 3 SVG).

## Berufung in das Dienstverhältnis vor dem 26. Juli 2012
Für die am 26. Juli 2012 (Inkrafttreten des Bundeswehrreform-Begleitgesetzes) vorhandenen Versorgungsempfänger sowie für die Soldaten, die vor diesem Datum in das Dienstverhältnis eines Soldaten auf Zeit berufen worden sind oder eine Eignungsübung nach dem Eignungsübungsgesetz geleistet haben, gilt weiterhin grundsätzlich das bisherige Recht, sofern zwischen den Dienstverhältnissen keine Unterbrechung bestand oder das Dienstverhältnis nicht nach dem 23. Mai 2015 auf Grund freiwilliger Weiterverpflichtung verlängert worden ist (§ 102 SVG). Für bestimmte Teile des Soldatenversorgungsgesetzes gelten jedoch Rückausnahmen, sodass auch für diese Personen das neue Recht anzuwenden ist (§ 102 Abs. 1 S. 4 SVG).
Übergangsgebührnisse werden für diesen Personenkreis gewährt nach einer Dienstzeit von 
- vier und weniger als sechs Jahren für sieben Monate,
- sechs und weniger als acht Jahren für ein Jahr,
- acht und weniger als zwölf Jahren für ein Jahr und neun Monate,
- zwölf und mehr Jahren für drei Jahre.

Wenn und solange während des Bezugszeitraums an einer geförderten Maßnahme der schulischen und beruflichen Bildung (§ 5 SVG) in Vollzeitform teilgenommen wird, erhöhen sich die Übergangsgebührnisse auf 90 Prozent, anstatt dass ein Bildungszuschusses in Höhe von 25 Prozent gewährt wird. Somit erhält dieser Personenkreis 10 Prozent weniger finanzielle Zuwendungen nach dem anzuwendenden bisherigen Recht. Sollte während des Bezugszeitraumes ein Erwerbseinkommen aufgrund einer solchen geförderten Maßnahme in Höhe von mehr als 15 Prozent der letzten Dienstbezüge vorliegen, so vermindert sich die Bezugshöhe der Übergangsgebührnisse um 15 Prozent (wieder auf 75 Prozent).
Die Ausführungen der folgenden Abschnitte gelten grundsätzlich für das aktuelle und das bisherige Recht.

## Steuerliche Berücksichtigung
Die Übergangsgebührnisse zählen bei der Einkommensteuer als zu versteuerndes Einkommen. Bei ihrer Auszahlung wird Lohnsteuer einbehalten. Sofern der ehemalige Soldat ein weiteres Erwerbseinkommen hat, muss er entweder für dieses oder für die Übergangsgebührnisse die Lohnsteuerklasse VI wählen.

## Konkurrenzen und Sonderfälle

### Offiziere mit Studium
Für Soldaten auf Zeit in der Laufbahngruppe der Offiziere, die im Rahmen ihrer militärischen Ausbildung einen Hochschulabschluss an einer Universität (regelmäßig an der Helmut-Schmidt-Universität/Universität der Bundeswehr Hamburg oder der Universität der Bundeswehr München), Pädagogischen Hochschule, die Kunsthochschule, Fachhochschule und sonstigen staatliche Hochschulen nach Landesrecht auf Kosten des Bundes erworben haben (Offiziere mit Studium) und deren Dienstzeit auf mindestens 12 Jahre festgesetzt worden ist, beträgt die Bezugsdauer der Übergangsgebührnisse zwei statt drei Jahren (§ 11 Abs. 2 S. 2 SVG).

### Ausgleichsbezüge wegen Eingliederungsschein
Inhaber eines Eingliederungsscheins erhalten nach Beendigung des Wehrdienstverhältnisses an Stelle von Übergangsgebührnissen Ausgleichsbezüge (§ 11a Abs. 1 S. 1 SVG).

### Zulassungsschein
Die Ausstellung eines Zulassungsscheins berührt den Anspruch nicht, anders als bei der Übergangsbeihilfe, die um 50 Prozent gekürzt wird.

### Erwerbseinkommen aus einer Verwendung im öffentlichen Dienst
Beim Bezug von Erwerbseinkommen aus einer Verwendung im öffentlichen Dienst (sogenanntes Verwendungseinkommen) findet eine Ruhensregelung statt. Eine Verwendung im öffentlichen Dienst in diesem Sinne ist jede Beschäftigung im Dienst von Körperschaften, Anstalten und Stiftungen des deutschen öffentlichen Rechts oder ihrer Verbände; ausgenommen der öffentlich-rechtlichen Religionsgesellschaften und ihre Verbände. Der Verwendung im öffentlichen Dienst steht gleich die Verwendung im öffentlichen Dienst einer zwischenstaatlichen oder überstaatlichen Einrichtung, an der eine deutsche juristische Person des öffentlichen Rechts durch Zahlung von Beiträgen oder Zuschüssen oder in anderer Weise beteiligt ist (z. B. Europäische Union, NATO, Vereinte Nationen; § 55 Abs. 6 SVG).
Überschreiten Übergangsgebührnisse und Verwendungseinkommen addiert das Grundgehalt der Endstufe der Besoldungsgruppe, auf welches der Soldat auf Zeit im letzten Monat Anspruch hatte, werden die Übergangsgebührnisse entsprechend gekürzt. Maßgeblich sind immer die jeweiligen Bruttobeträge. Ist das Grundgehalt der Endstufe der Besoldungsgruppe niedriger als das eineinhalbfache der Endstufe der Besoldungsgruppe A 4, ist das eineinhalbfache der Endstufe der Besoldungsgruppe A 4 die Kürzungsgrenze (§ 53 Abs. 9 SVG).
Ein Hinzuverdienst von Erwerbseinkommen außerhalb einer Beschäftigung im öffentlichen Dienst wird seit dem Inkrafttreten des Bundeswehr-Attraktivitätssteigerungsgesetzes am 23. Mai 2015 nicht mehr angerechnet.

### Wiederverwender
Der Anspruch auf Übergangsgebührnisse endet, wenn der ehemalige Soldat auf Zeit während des Bezugszeitraums erneut in ein Dienstverhältnis als Soldat auf Zeit berufen (wiederverwendet) wird (§ 11 Abs. 1 S. 3 SVG).

### Beurlaubung, Fernbleiben vom Dienst, Elternzeit
Bei Soldaten auf Zeit, die ohne Dienstbezüge, oder während eines vorausgegangenen Wehrdienstverhältnisses ohne Wehrsold, beurlaubt worden waren, schuldhaft unerlaubt dem Dienst ferngeblieben sind und für diese Zeit ihre Dienstbezüge oder den Wehrsold verloren haben, oder teilzeitbeschäftigt waren, sind die Übergangsgebührnisse hinsichtlich ihrer Bezugsdauer in dem Verhältnis zu kürzen, das der Zeit der Beurlaubung, des Fernbleibens bzw. der Ermäßigung der Vollzeitbeschäftigung zur Gesamtdienstzeit entspricht. Nachdienzeiten für die Inanspruchnahme von Elternzeit erhöhen den Anspruch auf Übergangsgebührnisse. (§ 13b SVG)

### Entlassung auf eigenen Antrag
Eine Entlassung auf eigenen Antrag ist für Soldaten auf Zeit grundsätzlich nicht möglich. Ausnahmsweise können sie entlassen werden, wenn das Verbleiben im Dienst für ihn wegen persönlicher, insbesondere häuslicher, beruflicher oder wirtschaftlicher Gründe eine besondere Härte bedeuten würde (§ 55 Abs. 3 SG). Übergangsgebührnisse können den Soldaten auf Zeit, die in diesem Fall entlassen worden sind, in dem zeitlichen und finanziellen Umfang bewilligt werden, wie es übergangsweise zur Sicherung des Lebensunterhalts notwendig ist, maximal jedoch für die Dauer und Höhe, die ihnen zugeständen hätte, wenn sie wegen Zeitablaufs oder Dienstunfähigkeit entlassen worden wären. Ein Rechtsanspruch besteht nicht.

### Versorgungskrankengeld
Übergangsgebührnisse stehen für einen Zeitraum nicht zu, für den Versorgungskrankengeld nach § 16 des Bundesversorgungsgesetzes gewährt wird (§ 11 Abs. 7 SVG). Dieser Zeitraum wird als Anspruchszeitraum jedoch nicht berücksichtigt, sodass sich der Zahlungszeitraum nach hinten verlagert und dem ehemaligen Soldaten kein Nachteil entsteht.

### Pfändung und Abtretung
Ansprüche auf Übergangsgebührnisse können weder abgetreten noch verpfändet werden (§ 48 Abs. 2 S. 2 SVG).

### Kürzung oder Aberkennung als Disziplinarmaßnahme
Bei früheren Soldaten, die keinen Anspruch auf Ruhegehalt, aber auf Dienstzeitversorgung haben, besteht die Disziplinarmaßnahme der Kürzung des Ruhegehalts in der Kürzung der Übergangsgebührnisse, der Übergangsbeihilfe, der Ausgleichsbezüge, des Altersgelds nach dem Altersgeldgesetz oder des Unterhaltsbeitrags. Neben oder anstelle der Kürzung der Übergangsgebührnisse oder der Ausgleichsbezüge kann auf Kürzung der Übergangsbeihilfe erkannt werden (§ 67 Abs. 1 WDO). Die Kürzung der Übergangsgebührnisse besteht in der bruchteilmäßigen Verminderung um mindestens ein Zwanzigstel und höchstens ein Fünftel für die Dauer von sechs Monaten bis zu fünf Jahren (§ 67 Abs. 2 S. 1 i. V. m. § 59 WDO).
Mit der Aberkennung des Ruhegehalts verliert der frühere Soldat seine Ansprüche auf Übergangsgebührnisse (§ 67 Abs. 4 S. 1 WDO).

### BAföG
Übergangsgebührnisse zählen nach dem Bundesausbildungsförderungsgesetz (BAföG) zum anzurechnenden Einkommen, anders als die Übergangsbeihilfe, die bei der Vermögensanrechnung unberücksichtigt bleibt (§ 27 Abs. 2 Nr. 2 BAföG).

## Gemeinsame Vorschriften des Soldatenversorgungsgesetzes
Bei der Anwendung der gemeinsamen Vorschriften des Soldatenversorgungsgesetzes (Abschnitt 4) gelten die Übergangsgebührnisse als Ruhegehalt (§ 45 Abs. 1 Nr. 3 SVG).